# Regelsbach (Rohr)
Regelsbach (fränkisch: Räglschba) ist ein Gemeindeteil der Gemeinde Rohr im Landkreis Roth (Mittelfranken, Bayern). Die Gemarkung Regelsbach hat eine Fläche von 12,098 km². Sie ist in 1822 Flurstücke aufgeteilt, die eine durchschnittliche Fläche von 6640,04 m² haben. In ihr liegen neben dem namensgebenden Ort die Gemeindeteile Göckenhof, Hengdorf, Leitelshof, Nemsdorf und Zwieselhof.

## Geographie
Durch das Pfarrdorf fließt der Regelsbach, ein rechter Zufluss des Zwieselbachs. Im Westen grenzt das Flurgebiet „Weingarten“ an, 0,5 km südwestlich liegt das Flurgebiet „Lust“. Im Osten liegt das „Bahntalholz“.
Die Staatsstraße 2409 führt nach Kleinweismannsdorf zur Bundesstraße 14 (1,6 km nordwestlich) bzw. nach Schwabach zur Bundesstraße 2 (7 km südöstlich). Die Kreisstraße RH 11 führt nach Hengdorf (1,3 km östlich) bzw. nach Kottensdorf zur Staatsstraße 2239 (3,5 km südlich).

## Geschichte
Regelsbach lag verkehrsgünstig an einer Altstraße aus der Zeit der Karolinger, die den Ort mit Roßtal und Schwabach verband. Der Ort bestand ursprünglich aus fünf Ganzhöfen und weiteren kleinen Anwesen. 1253 wurde der Ort als „Regelsbach“ erstmals urkundlich erwähnt, als Albrecht Rindsmaul dem Kloster Heilsbronn einen Halbhof und ein Köblergut schenkte. Das Bestimmungswort des Ortsnamens ist Regil, der Personenname des Siedlungsgründers.
Regelsbach wurde wahrscheinlich während der Fränkischen Landnahme nahe einer Quelle gegründet. Regelsbach gehörte als einzige Pfarrei im weiten Umkreis zum Bistum Würzburg und hatte ursprünglich den heiligen Kilian als Patron. Eine zum Klarakloster Nürnberg gehörende Kirche wurde 1295 dem heiligen Georg geweiht. Die starken Befestigungsmauern um die Kirche mit den Torhäuschen lassen auf die Wehrhaftigkeit des Dorfes schließen. Die Hälfte der Anwesen kam in Besitz des Klosters Frauenaurach. Im 16-Punkte-Bericht des Richteramts Roßtal von 1616 wurden für Regelsbach 18 Anwesen verzeichnet: 5 Höfe, 4 Güter und 1 Schmiede unterstanden dem Klosteramt Frauenaurach, 1 Hof dem Klosterverwalteramt Heilsbronn und 7 Güter der Reichsstadt Nürnberg (St. Klara-Klosteramt: 2, Reiches Almosen: 3, von Tucher: 2). Laut dem 16-Punkte-Bericht des Klosteramts Heilsbronn von 1608 gab es zwei Heilsbronner Anwesen (1 Bauer, 1 Köbler).
1732 gab es laut den Oberamtsbeschreibungen von Johann Georg Vetter im Ort ebenfalls 18 Anwesen, wobei dem Klosterverwalteramt Heilsbronn ein Anwesen mehr unterstand und dem Klosteramt Frauenaurach eines weniger. Ansonsten war die Besitzverteilung unverändert.
Gegen Ende des 18. Jahrhunderts gab es in Regelsbach 21 Anwesen. Das Hochgericht übte teils das brandenburg-ansbachische Oberamt Schwabach, teils das Richteramt Roßtal aus. Die Dorf- und Gemeindeherrschaft hatte das brandenburg-bayreuthische Klosteramt Frauenaurach. Grundherren waren das Klosterverwalteramt Heilsbronn (1 Halbhof, 1 Köblergut, 1 Gütlein), das Klosteramt Frauenaurach (1 Ganzhof mit Tafernwirtschaft, 2 Dreiviertelhöfe, 1 Halbhof, 1 Köblergut, 3 Gütlein, 1 Leerhaus, 1 Schmiede), die Reichsstadt Nürnberg (Amt St. Klara und Pillenreuth: 1 Halbhof, 1 Köblergut; Landesalmosenamt: 1 Halbhof, 2 Gütlein) und Nürnberger Eigenherren (von Scheurl: 1 Ganzhof; von Tucher: 2 Köblergüter). Neben den Anwesen gab es noch herrschaftliche Gebäude (Wildmeistereihaus), kommunale Gebäude (Hirtenhaus, Schule) und kirchliche Gebäude (Pfarrkirche, Pfarrhaus).
Von 1797 bis 1808 unterstand der Ort dem Justiz- und Kammeramt Schwabach. 1806 kam Regelsbach an das Königreich Bayern. Im Rahmen des Gemeindeedikts wurde 1808 der Steuerdistrikt Regelsbach gebildet. Zu der I. Sektion gehörten Bertelsdorf, Eckershof, Regelsbach und Zwieselhof. Zu der II. Sektion gehörten Göckenhof, Gustenfelden, Hengdorf, Kottensdorf, Leitelshof, Nemsdorf und Wildenbergen. 1818 entstand die Ruralgemeinde Regelsbach, zu der Bertelsdorf, Eckershof, Göckenhof, Hengdorf, Leitelshof, Nemsdorf, Regelsbach und Zwieselhof gehörten. Sie war in Verwaltung und Gerichtsbarkeit dem Landgericht Schwabach zugeordnet und in der Finanzverwaltung dem Rentamt Schwabach (1919 in Finanzamt Schwabach umbenannt). Ab 1862 gehörte Regelsbach zum Bezirksamt Schwabach (1939 in Landkreis Schwabach umbenannt). Die Gerichtsbarkeit blieb beim Landgericht Schwabach (1879 in Amtsgericht Schwabach umbenannt). Die Gemeinde hatte 1964 eine Gebietsfläche von 14,438 km².
Am 1. Januar 1967 wurden Eckershof und Bertelsdorf nach Stein umgemeindet. Am 1. Mai 1978 wurde im Zuge der Gebietsreform in Bayern die Gemeinde Regelsbach in die Gemeinde Rohr eingegliedert.

## Einwohnerentwicklung
Gemeinde Regelsbach
| Jahr      | 1818   | 1840   | 1852   | 1855   | 1861   | 1867   | 1871   | 1875   | 1880   | 1885   | 1890   | 1895   | 1900   | 1905   | 1910   | 1919   | 1925   | 1933   | 1939   | 1946   | 1950   | 1952   | 1961   | 1970   |
| Einwohner | 548    | 642    | 730    | 757    | 798    | 684    | 685    | 643    | 718    | 708    | 668    | 646    | 609    | 624    | 629    | 637    | 668    | 718    | 694    | 1001   | 1000   | 950    | 911    | 776    |
| Häuser    | 79     | 97     |        |        |        |        | 102    |        |        | 111    | 109    |        | 108    |        |        |        | 114    |        |        |        | 131    |        | 166    |        |
| Quelle    | [ 19 ] | [ 20 ] | [ 21 ] | [ 21 ] | [ 22 ] | [ 23 ] | [ 24 ] | [ 25 ] | [ 26 ] | [ 27 ] | [ 28 ] | [ 21 ] | [ 29 ] | [ 21 ] | [ 30 ] | [ 21 ] | [ 31 ] | [ 21 ] | [ 21 ] | [ 21 ] | [ 32 ] | [ 21 ] | [ 15 ] | [ 33 ] |

Ort Regelsbach
| Jahr      | 001818 | 001840 | 001861 | 001871 | 001885 | 001900 | 001925 | 001950 | 001961 | 001970 | 001987 |
| Einwohner | 203    | 224    | 246    | 248    | 262    | 224    | 272    | 447    | 391    | 448    | 566    |
| Häuser    | 32     | 39     |        |        | 42     | 42     | 46     | 57     | 64     |        | 155    |
| Quelle    | [ 19 ] | [ 20 ] | [ 22 ] | [ 24 ] | [ 27 ] | [ 29 ] | [ 31 ] | [ 32 ] | [ 15 ] | [ 33 ] | [ 34 ] |

## Baudenkmäler
In Regelsbach gibt es sieben Baudenkmäler:
- Die evangelisch-lutherische Pfarrkirche St. Georg ist von einer weit ausladenden Wehrmauer aus Sandsteinquadern mit Torturm aus dem 15. Jahrhundert umgeben. Der sakrale zweigeschossige Walmdachbau mit Zwerchhaus besteht aus verputzten Sandsteinquadern und stammt aus dem Jahre 1737.[36] Der Chorturm ist zeitlich älter, um 1295 zu datieren. Das aus dem 15. Jahrhundert stammende Langhaus wurde im 18. Jahrhundert neu eingewölbt und mit Rokoko-Stuck 1757 versehen. Der Altar des Nürnberger Schreiners Tobias Stengel und die Kanzel wurden 1708 angefertigt.[36][37]
- Fürther Straße 2: Bauernhaus
- Hengdorfer Straße 2: Pfarrhaus
- Hengdorfer Straße 3: dazugehörige Scheune
- Hengdorfer Straße 8: Bauernhaus
- Leitelshofer Straße 6: Bauernhaus
- Schwabacher Straße 8: dazugehörige Fachwerkscheune

ehemaliges Baudenkmal
- Leitelshofer Straße 4: ehemalige Schmiede

## Religion
Der Ort ist Sitz der Pfarrei St. Georg (Regelsbach) und seit der Reformation evangelisch-lutherisch geprägt. Die Katholiken sind nach St. Sebald (Schwabach) gepfarrt.

## Persönlichkeiten
- Georg Türk († 1962), Pfarrer und Schriftsteller
- Georg Hetzelein (1903–2001), Lehrer und Maler